# Пернач
Пірна́ч чи перна́ч — вид холодної зброї у середньовічній Європі, Київській Русі (пізніше у козацтва) та Близькому Сході, різновид булави, що являла собою металеву головку з гострими виступами, насаджену на держално. Мав форму срібної або позолоченої палиці, довжиною близько півметра, з литою кулеподібною головкою, до якої кріпилися від чотирьох до декількох десятків металевих пластин, прямокутної, трапецевидної, трикутної або ажурної форми. Мав вигляд металевої втулки із гострими пластинами («пір'їнами»), закріпленої на дерев'яному або металевому держаку. Число пер, від яких зброя отримала назву, коливається від 4 до 16. Держак міг мати потовщення в місці обхвату та щитки для захисту руки. Довжина — 45—75 см. Вага — 0,6—1,5кг. Призначався для нанесення шокових ударів, проламування захисного обладунку. Був символом старшинської влади. Інші назви — пернат, буздиган (вважається, що терміном «буздиган» доречніше звати дещо інший тип зброї).

## Історія
З розробкою залізних обладунків у XIV столітті у Європі булава стала втрачати свої бойові якості. Задля підсилення булави, до її голівки стали приварювати металеві пластини. Так з'явився пірнач, удар якого був потужніший за удар зброї-попередниці. У XIV—XVII століттях довжина руків'я пернача становила 50 см, а діаметр залізної головки — від 14 мм і більше.
У середині XIV століття з'явилися пірначі з 6-ма пір'їнами — «шестопери». Перші варіанти цієї зброї мали загальну довжину близько 60 см і трикутний перетин пластин. Вага пернача сягала 2,7 кг, а довжина 70-50 см. До початку XV століття він полегшав приблизно вдвічі.
У озброєнні війська Русі перебував на заключному етапі існування держави, у Європі XIV—XV ст..

## Вигляд
Існували дворучні і одноручні пірначі. Європейський дворучний був до 2 м у довжину і мав ударну частину у вигляді чотирьох металевих пластин, які розташовувались під прямим кутом одна до одної. Одноручний не перевищував 70 см і мав бойову частину у вигляді декількох, від 4 до 10 схрещених пластин. Найбільшу популярність завоював пірнач з шістьма пластинами — «шестопер».
На руків'ї пернача містилися кільцеподібні валики, які слугували гардою і опорою для рук. Протилежна голівці сторона пернача могла мати гостре навершя. Іноді до пернача кріпився гак для стягування чи захоплення ворожої зброї.
Невелика вага одноручного пернача давала можливість достатньо легко і ефективно орудувати ним. Як правило, висхідне положення для атаки цією зброєю було підвішене. З цього положення можна було зручніше зловити зброю ворога гаком або провести кистьовий удар.

## Символізм
У козацькій Україні XVI—XVIII століття пірнач був ознакою влади курінних отаманів і полковників, належав до клейнодів — відзнаки та атрибути влади української козацької старшини. До клейнодів належали також корогва, бунчук, булава, військова печатка, литаври, тростина, духові труби тощо, каламар. Звичай носіння його козацькими офіцерами зберігався аж до початку XX сторіччя. Відомо, що козацькі отамани використовували пірнач як символ влади у період Національно-визвольних змагань 1917–1922 років.
З поширенням вогнепальної зброї значення пірнача як знаряддя бою зменшилося. З XVII—XVIII століття він став символом офіцерської влади. Зокрема вищі офіцери військ Османської імперії, Речі Посполитої і Московського царства також почали носити його як ознаку свого стану і доручених монархом обов'язків. Дорогоцінні пірначі і шестопери-буздигани входили до складу царської «Великої Казни» — комплекса парадної зброї та обладунків.
Сьогодні у ряді армій країн Східної Європи та Близького Сходу пернач зберіг своє церемоніальне значення.